# Maqbool
Maqbool (hindi: मक़बूल, urdu: مقبُول) – bollywoodzka adaptacja Makbeta Szekspira wyreżyserowana w 2004 przez autora Omkara, Vishala Bhardwaja. W rolach głównych Pankaj Kapoor, Irrfan Khan, Tabu. Film opowiada historie porachunków między mumbajskimi gangami, przedstawia zdrady i zabójstwa popełniane z miłości i żądzy władzy.
Film miał premierę na międzynarodowym festiwalu filmowym w Kanadzie w Toronto 2003. film cieszył się uznaniem krytyków. Pankaj Kapoor otrzymał Nagrodę Filmfare Krytyków dla Najlepszego Aktora i Nagroda IIFA dla Najlepszego Aktora Drugoplanowego.
Podobnie jak Omkara tego samego reżysera, adaptacja Otella Szekspira film ten zalicza się do artystycznego kina Indii.

## Fabuła
Mumbaj. Dwaj skorumpowani policjanci (Om Puri, Naseeruddin Shah) pomagają gangsterom rozliczyć się z konkurencyjną bandą. Płynie krew. Kaka (Piyush Mishra) „wtajemnicza” w akt zabijania swojego syna. Uczy go rzemiosła, które przechodzi z ojca na syna. Krew płynie na rozkaz muzułmańskiego szefa mafii, „mesjasza mniejszości” Abhaji (Pankaj Kapoor). Prawą ręką gangstera jest wychowany w jego domu Miyan Maqbool (Irrfan Khan). Wkrótce jego niewolnicza wierność wobec Ahaji zostaje wystawiona na próbę. Nie jest w stanie nie ulec urokowi Nimmi (Tabu), kochanki Abhaji. Urzeczona nim kobieta budzi w Maqboolu fascynację, a z czasem głębsze uczucie. Do zdrady dochodzi w cieniu przygotowań do ślubu córki Abhaji. Oboje zakochani zdradzają tego samego człowieka. Mimo nabytej doświadczeniem nieufności Abhaji, którego siłę i przemoc odczuło tak wielu ludzi, wobec miłości i żądzy władzy Maqboola i Nimmi staje się bezbronny. Pewnej nocy oboje staną nad nim śpiącym z bronią w ręce. Przebudzi się, aby umrzeć.

## Obsada
| Aktor            | postać w filmie        | postać w sztuce           |
| ---------------- | ---------------------- | ------------------------- |
| Irrfan Khan      | Miyan Maqbool          | Makbet                    |
| Tabu             | Nimmi                  | Lady Makbet               |
| Pankaj Kapoor    | Jahangir Khan / Abbaji | Duncan I                  |
| Om Puri          | Inspektor Pandit       | wiedźma I (trzy wiedźmy)  |
| Naseeruddin Shah | Inspector Purohit      | wiedźma II (trzy wiedźmy) |
| Piyush Mishra    | Kaka                   | Banquo                    |
| Ajay Gehi        | Guddu                  | Fleance                   |
| Ankur Vikal      | Riyaz Boti             | Macduff                   |
| Pubali Sanyal    | żona Riyaz Boti        | Lady Macduff              |
| Masumeh Makhija  | Sameera, córka Abbaji  | -                         |
| Gyanchand Rikki  | Mughal                 | Macdonwald                |

## Muzyka i piosenki
Muzykę do filmu skomponował Vishal Bharadwaj, autor muzyki do Satya, Maachis, Chachi 420, No Smoking, Cichy, Maqbool, Omkara (dwa ostatnie też reżyserował). 11 piosenek do tekstów Gulzara.
1. „Jhin Min Jhini” – Sadhana Sargam, Ustad Sultan Khan, Anuradha Sriram, Rakesh Pandit
2. „Ru-Ba-Ru” – Daler Mehndi, Rakesh Pandit, Sabir Khan, Dominique
3. „Rone Do” – Rekha Vishal
4. „Dheemo Re” – Ustad Sultan Khan
5. „The Maqbool Theme” – Instrumental
6. „Rukhe Naina” – Sanjeev Abhyankar
7. „Chingari” – Rekha Vishal
8. „The Killing” – Instrumental
9. „Nirvana” – Instrumentalny
10. „Shoonya” – Instrumentalny
11. „Jhin Min Jhini (extended)” – Sadhana Sargam, Ustad Sultan Khan, Anuradha Sriram, Rakesh Pandit